# Équipe de France de football en 1965
Chronologie
Saison précédente Saison suivante
Cet article traite de l'année 1965 de l'équipe de France de football.

## Les matchs
| Date              | Stade                                         | Adversaire  | Score | Comp | Buteurs français                       |
| 24 mars 1965      | Parc des Princes Paris, France                | Autriche    | D 1-2 | A    | Hausser (28e)                          |
| 18 avril 1965     | Stade de l'Étoile rouge Belgrade, Yougoslavie | Yougoslavie | D 0-1 | QCM  | -                                      |
| 3 juin 1965       | Parc des Princes Paris, France                | Argentine   | N 0-0 | A    | -                                      |
| 15 septembre 1965 | Ullevaal Oslo, Norvège                        | Norvège     | V 1-0 | QCM  | Combin (22ecf)                         |
| 9 octobre 1965    | Parc des Princes Paris, France                | Yougoslavie | V 1-0 | QCM  | Gondet (77e)                           |
| 6 novembre 1965   | Stade Vélodrome Marseille, France             | Luxembourg  | V 4-1 | QCM  | Gondet (8e & 27e) & Combin (11e & 38e) |

A : match amical. QCM : match qualificatif de la Coupe du monde de football 1966

## Les joueurs
| Joueurs                                                                        |     |    |    |    |    |    |
| Gardiens de but                                                                |     |    |    |    |    |    |
| Marcel Aubour (Olympique lyonnais)                                             | r45 | 90 | 90 | 90 | 90 | 90 |
| Pierre Bernard (AS Saint-Étienne) (21e et dernière sélection)                  | 45  |    |    |    |    |    |
| Défenseurs                                                                     |     |    |    |    |    |    |
| Jean Djorkaeff (Olympique lyonnais)                                            | 90  | 90 | 90 |    |    |    |
| Bernard Bosquier (FC Sochaux)                                                  | 90  | 90 |    | 90 | 90 | 90 |
| Denis Devaux (RC Strasbourg) (1re et dernière sélection)                       | 90  |    |    |    |    |    |
| Robert Péri (Stade français) (1re sélection)                                   | 90  |    |    |    |    |    |
| Marcel Artélésa (AS Monaco)                                                    |     | 90 | 90 | 90 | 90 | 90 |
| Louis Cardiet (Stade Rennais UC) (1re sélection)                               |     |    | 90 | 90 | 90 | 90 |
| Maryan Synakowski (Stade français/Union Saint-Gilloise) (dernières sélections) |     |    | 90 | 90 |    |    |
| André Chorda (Girondins de Bordeaux)                                           |     |    |    | 90 | 90 | 90 |
| Robert Budzynski (FC Nantes) (1re sélection)                                   |     |    |    |    | 90 | 90 |
| Milieux                                                                        |     |    |    |    |    |    |
| Jacques Simon (FC Nantes) (1re sélection)                                      | 90  | 90 | 90 |    |    |    |
| Joseph Bonnel (US Valenciennes-Anzin)                                          | 90  | 90 |    |    | 90 | 90 |
| Marcel Loncle (Stade Rennais UC) (uniques sélections)                          | 90  | 90 |    |    |    |    |
| Robert Herbin (AS Saint-Étienne)                                               |     | 90 | 90 | 90 |    |    |
| Yves Herbet (UA Sedan Torcy) (1re sélection)                                   |     |    | 90 | 90 | 90 | 90 |
| Attaquants                                                                     |     |    |    |    |    |    |
| Gérard Hausser (RC Strasbourg) (1re sélection)                                 | 90  | 90 | 90 | 90 | 90 | 90 |
| Georges Lech (RC Lens)                                                         | 90  | 90 | 90 |    |    |    |
| Daniel Rodighiéro (Stade Rennais UC) (uniques sélections)                      | 90  |    | 90 |    |    |    |
| Paul Sauvage (US Valenciennes Anzin) (6e et dernière sélection)                |     | 90 |    |    |    |    |
| Nestor Combin (FC Varese)                                                      |     |    |    | 90 | 90 | 90 |
| Yvon Douis (AS Monaco) (20e et dernière sélection)                             |     |    |    | 90 |    |    |
| Philippe Gondet (FC Nantes) (1re sélection)                                    |     |    |    |    | 90 | 90 |